# Torneo Internacional de Caracas de 1950
El Torneo Internacional en Caracas de 1950 (o  Copa del Ministerio de Obras Públicas de Venezuela), fue una competición internacional amistosa de fútbol, que se celebró en la ciudad de Caracas, capital de Venezuela, en 1950.

## Historia
El ganador del torneo fue el "Remo Club", el equipo brasileño llamado Clube do Remo de la ciudad de Belén, la capital del estado Pará. El torneo ganado por el club de Brasil fue el precursor del certamen entre clubes llamado "Mundialito" (Pequeña Copa del Mundo de Clubes), que se sostuvo empezando en 1952 hasta mediados de la década de 1960.
El Club de Brasil tuvo que enfrentar cinco opositores venezolanos (Deportivo Italia, La Salle Fútbol Club, Unión Sport Club, la "Escuela Militar" y el Loyola Sport Club) para llevarse el título del evento.
Entre los oponentes del "Remo" estaba el "Campeón de Venezuela de 1950', Unión Sport Club y el subcampeón de la "Copa Venezuela" de 1949-1950, el Deportivo Italia (representante del llamado Fútbol de colonias en Venezuela).

## Venezuela:una Copa para entrar en el mapa del fútbol mundial

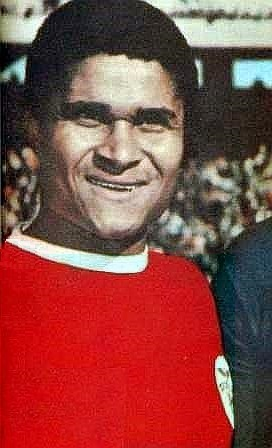
Eusébio, considerado el mejor jugador en la historia de Portugal, fue campeón de la edición 1965 de la nueva "Pequeña Copa del Mundo de Clubes" llamada "Trofeo Ciudad de Caracas"

El "Torneo Internacional de Caracas 1950" fue la prueba de fuego para Venezuela, con que entró en el mapa del fútbol mundial durante  las décadas de 1950 y 1960. Fue el puntapié para la creación de la "Pequeña Copa del Mundo de Clubes" en 1952, el torneo interclubes principal en el planeta en el momento, que tuvo numerosas ediciones, y que fue apreciado por los mejores clubes internacionales. 
Entre los campeones hubo el Barcelona, el Real Madrid CF, el Millonarios, el Sport Club Corinthians Paulista, el São Paulo Futebol Clube, el Benfica y el Botafogo FR. El torneo perdió prestigio con la creación de la primera Copa de Europa en 1957. A partir de la creación de la Copa Intercontinental de la FIFA en 1960, la Pequeña Copa del Mundo perdería el sentido de la competición, convirtiéndose, desde 1963, en un torneo de carácter amistoso denominado "Trofeo Ciudad de Caracas" ganado inicialmente por el Benfica del famoso Eusébio.
El torneo de 1952 de la Pequeña Copa del Mundo de Clubes fue ganado por Real Madrid de España. El primer torneo de 1953 de la Pequeña Copa del Mundo de Clubes fue ganado por Millonarios de Bogotá.

## La gran pregunta sobre el Torneo de 1950
En algunas publicaciones el "Torneo Internacional de Caracas 1950" aparece como la primera edición de la Pequeña Copa del Mundo de Clubes. Pero este hecho pronto fue cuestionado debido a la ausencia de equipos europeos en el certamen, visto que el Combinado Español lo hizo solo con un partido de exhibición contra los brasileños, cuando ya habían sido declarados los campeones del torneo. 
En abril de 2012 el entonces Presidente del Remo Club, el Sr. Sérgio Jefe Braz, encargó al historiador y benefactor del club, Orlando Ruffeil, la misión de recopilar los documentos necesarios para la selección brasileña, solicitando el reconocimiento oficial del título por parte de la "FIFA" y de la "Federacao Brasileira do futbol".

## Enfrentamientos
Juegos del Tournament:
- 14.01.1950 - La Salle 2, Club do Remo (Brasil) 5
- 15.01.1950 - Unión SC 0, Club do Remo (Brasil) 4
- 17.01.1950 - Escuela Militar 0, Club do Remo (Brasil) 5
- 18.01.1950 - Deportivo Italia 1, Club do Remo (Brasil) 2
- 21.01.1950 - Loyola SC 2, Club do Remo (Brasil) 1

Cabe destacar el triunfo del Loyola sobre el Club do Remo, que fue saludado como el Loyolazo por la prensa caraqueña. Así como Brasil sufrió con el "Maracanazo", la prensa caraqueña utilizó el término "Loyolazo" cuando el equipo colegial se impuso 2-1 al represente brasileño. 
- 23.01.1950 - Club do Remo (Brasil) 3, Combinado Español (España) 0 (partido sucesivo, no válido para el título)